# Batalla del Paso de Brander
La Batalla del Paso de Brander en Escocia se inscribe en las conocidas como Guerras de Independencia Escocesa, y de la guerra civil entre las facciones de Bruce y Balliol, un conflicto paralelo y superpuesto. Significó una victoria para el rey Robert Bruce sobre los MacDougall de Argyll, parientes de John Comyn, también conocido como Red Comyn, que había sido muerto a manos de Bruce y sus seguidores en Dumfries en 1306. Las fuentes no nos permiten determinar la fecha de la batalla de forma precisa: se han sugerido varias fechas entre 1308 y 1309, aunque el final del verano de 1308 parece ser la más probable. Traquair lo fecha en agosto de 1308.

## Una guerra civil escocesa
El asesinato de John Comyn marcó un punto de inflexión en la historia política escocesa. Tras su muerte, Bruce había sido coronado con el apoyo total de la Iglesia escocesa, que anuló una prohibición papal, aunque aún enfrentaba importantes obstáculos. El equilibrio de poder en Escocia se inclinó firmemente a favor de los ingleses. La principal debilidad de las campañas de Eduardo I de Inglaterra, prácticamente desde el principio, fue su incapacidad para construir una alianza duradera con la nobleza escocesa, de la que dependía todo su gobierno: los amigos de hoy se convertían en enemigos en un instante. Con el asesinato de John Comyn, su extensa red de familiares y parientes, durante mucho tiempo alineados en el bando nacionalista, se pasaron en masa al bando inglés contra Robert Bruce, a quien ahora consideraban el mal mayor. Los enemigos escoceses de Bruce controlaban extensos territorios estratégicos a lo largo de todo el reino, en Galloway, Lochaber, Atholl, Ross, Buchan y Badenoch y Strathspey. Gran parte de Argyll estaba bajo el control de Alexander MacDougall, Señor de Lorne, emparentado por matrimonio con John Comyn. Poco después de la derrota de Bruce en la Batalla de Methven, lo que quedaba de su ejército fue mutilado por el hijo de Alejandro, John de Lorne, también conocido como Iain 'Bacach' -'el Cojo'- en la Batalla de Dalrigh cerca de Tyndrum. Bruce, que escapó por poco de la captura, se escondió.
Aunque el rey se recuperó notablemente de estos desastres, descendiendo sobre Ayrshire en la primavera de 1307 para iniciar una guerra de guerrillas, no estaba nada claro que pudiera superar la coalición angloescoesa concentrada contra él. Poco después del inicio de la campaña de Ayrshire, se vio favorecido por un gran golpe de buena suerte: Eduardo I, que se dirigía al norte con un ejército, murió poco antes de la frontera escocesa en julio de 1307. Su hijo Eduardo II, se centró en la política interna inglesa, abandonando a sus aliados escoceses. Bruce, que estaba convencido de que los ingleses debían regresar en el verano de 1308, decidió actuar rápidamente.

## Asolando el norte
El primer ataque se produjo en septiembre de 1307 en Galloway, el solar de los Balliol, contra los MacDougall y Macann. Aquí la lucha fue tan feroz que el campesinado local se refugió al otro lado de la frontera en Cumberland . Los principales jefes de Galloway llamaron en vano a Eduardo en busca de ayuda, viéndose finalmente obligados a rendir homenaje a Bruce a cambio de una tregua.
Resuelto este problema, el rey decidió enfocarse en el norte, cruzando las Tierras Bajas controladas por los ingleses y dirigiéndose a la antigua fortaleza de Red Comyn en Lochaber. Su marcha hacia las Tierras Altas fue apoyada por una flota de galeras que navegaban por Loch Linnhe. John Bacach, en representación de su anciano padre, pidió una tregua, incapaz de hacer frente a toda la fuerza de este ataque combinado. Bruce giró entonces al noreste para resolver las diferencias con su principal enemigo, el primo y homónimo del Red Comyn, John Comyn, III conde de Buchan . Esta campaña duró toda la temporada de invierno y culminó en la Batalla de Inverurie en mayo de 1308. Bruce estaba ahora en libertad de volver toda su atención a los asuntos pendientes en el oeste.

## El Paso de Brander
Alexander MacDougall, demasiado viejo y enfermo para luchar, permaneció en su castillo en Dunstaffnage, por lo que fue su hijo mayor, John Bacach, el principal líder de guerra de los MacDougall. En el verano de 1308, posiblemente a fines de agosto, su ejército tomó posiciones en el estrecho paso de Brander, donde el río Awe atraviesa la ladera sur de Ben Cruachan en su camino desde Loch Awe. Sin embargo, solo el poema de Barbour "The Brus" (finales del siglo XIV) ubica la batalla; no menciona el nombre del Paso pero la descripción encaja. La gran cantidad de túmulos alrededor del Puente de Awe avala la ubicación. 
John Bacach, quien dio como excusa en una carta al rey Eduardo que se estaba recuperando de una enfermedad, observó los preparativos desde una galera en Loch Awe. Sus hombres estaban escondidos en la ladera, dominando el estrecho sendero que atravesaba el paso. Si buscaban repetir la batalla de Dalrigh, se decepcionarían, ya que Bruce había adquirido experiencia en la guerra de guerrillas y tenía suficientes hombres para eludir esa trampa. Un grupo de arqueros escoceses comandados por Sir James Douglas trepó más arriba en Ben Cruachan y, completamente desapercibidos, se colocaron en la retaguardia del enemigo. Cuando los MacDougall atacaron, quedaron atrapados en una tenaza, con el Robert viniendo desde abajo y Douglas desde arriba. Los hombres de Argyll vacilaron y luego se dispersaron. Fueron perseguidos hacia el oeste a través del río Awe hasta Dunstaffnage, mientras que John escapó por el lago en su galera y finalmente buscó refugio en Inglaterra, como el conde de Buchan. El señor de Argyll se rindió ante Bruce, pero al año siguiente se unió a su hijo en el exilio, muriendo en 1310 al servicio de Eduardo II.
La campaña de 1307 y 1308 acabó con la amenaza interna para el rey escocés. Todos sus enemigos Comyn habían sido destruidos o exiliados y habían perdido sus tierras. Los supervivientes ya no tenían una base de poder en Escocia y solo pudieron continuar la lucha como voluntarios en el ejército inglés. Sin embargo, quedó un legado de amargura, para finalmente regresar a Escocia en 1332, en circunstancias muy diferentes.

## ¿La Batalla de Ben Cruachan?
Al igual que sobre la fecha, sigue existiendo cierta incertidumbre sobre la ubicación exacta de la batalla de Brander. RA MacDonald en su libro de 1997, The Kingdom of the Isles, argumentó que el lugar tradicional de la batalla es incorrecto y que tuvo lugar más al norte, a orillas del lago Etive. A partir de esto, concluye que la pelea debería conocerse más correctamente como la Batalla de Ben Cruachan. Sin embargo, una pelea por Loch Etive solo podría haber tenido lugar si Bruce, viniendo desde el este, hubiera despejado primero el Paso de Brander, aunque este era el lugar obvio para una emboscada. Un avance a lo largo de las difíciles orillas de Loch Etive al norte de Ben Cruachan a la vista de las galeras enemigas habría sido un suicidio militar. El autor sostiene además que la fuga de John después de la batalla solo habría sido posible en Loch Etive, un lago marino, y no en Loch Awe, un lago interior que, en cualquier caso, estaba controlado por los Campbell, aliados de Bruce. En cuanto a que Loch Awe es "un lago Campbell", el autor ignora su punto anterior de que los Campbell habían sido eclipsados en este momento por los MacDougall. Incluso en un lago interior, una galera ofrecería el mejor modo de escapar de las fuerzas terrestres de movimiento lento. Una mirada al mapa mostrará que nunca podría haber habido una "Batalla de Ben Cruachan".